# Strada statale 71 Umbro Casentinese Romagnola
La strada statale 71 Umbro Casentinese Romagnola (SS 71), già strada provinciale 152 Umbro Casentinese Romagnola (SP 152), nel viterbese, o statale 71 Umbro Casentinese Romagnola (SS 71), in Umbria, o strada regionale 71 Umbro Casentinese Romagnola (SR 71), in Toscana, o strada provinciale 142 dei Mandrioli e statale 71 Umbro Casentinese Romagnola (SS 71), in Emilia-Romagna, è una strada statale, provinciale e regionale italiana. Collega la cittadina di Montefiascone, in provincia di Viterbo, con Ravenna, superando l'Appennino tosco-romagnolo attraverso il passo dei Mandrioli. Prima della costruzione dell'Autostrada del Sole ha costituito la principale via di comunicazione fra Roma e la Toscana orientale. Fino all'ottobre del 1964, in attesa del completamento dell'A1, tutto il traffico autostradale era costretto a percorrere la statale 71 nel tratto tra il casello di Orvieto e quello di Chiusi. L'ingente numero di mezzi che si riversava sulla statale paralizzava completamente la viabilità ordinaria.

## Storia
La strada statale 71 venne istituita nel 1928 con il seguente percorso: "Montefiascone - Orvieto - Bivio Stazione Chiusi - Innesto con la n. 75 presso Terontola - Arezzo - Bibbiena - Valico dei Mandrioli - Bagno di Romagna - Cesena" e con la denominazione di strada statale 71 "Umbro - Casentinese".
Nel 1958 la strada venne prolungata da Cesena fino a Ravenna e la denominazione fu modificata in strada statale 71 "Umbro - Casentinese - Romagnola".
In seguito al decreto legislativo n. 112 del 1998, dal 2001, la gestione è passata dall'ANAS alla Provincia di Viterbo, fino al confine regionale con l'Umbria, mentre il rimanente tratto alla Regione Umbria, alla Regione Toscana e alla Regione Emilia-Romagna, che hanno ulteriormente devoluto le competenze alle rispettive province. Nel 2018, il tratto umbro è riclassificato come strada statale e tornato in gestione di ANAS, nel 2021 anche il tratto tra innesto con la SP 137 (Strada statale 3 bis Tiberina, vecchio percorso) e SP 142 (ex Strada Statale 71 Passo di Mandrioli lato Romagnolo) vicino a Bagno di Romagna e Bora Bassa (confine di Comune di Cesena).
In quest'ultima regione, la strada ha subito una classificazione molto diversa, sia perché in Emilia-Romagna le ex strade statali non vengono considerate strade regionali, e quindi la strada è classificata come strada provinciale, sia perché c'è stato un ulteriore frazionamento; praticamente il tratto romagnolo è classificato con 3 nomi diversi: "strada provinciale 142 dei Mandrioli (SP 142)" e "strada statale 71 Umbro Casentinese Romagnola (SS 71)" in provincia di Forlì-Cesena, e "strada provinciale 118 Umbro Casentinese Romagnola - Tratto Dismano (SP 118)" in provincia di Ravenna.

## Percorso
Il tracciato attuale conserva le caratteristiche di quello originario, ad eccezione di qualche breve variante, costruita dopo gli anni settanta, per evitare l'attraversamento di alcuni centri abitati. 

La statale ha origine a Montefiascone, dalla ex strada statale 2 Via Cassia in direzione nord-est. Seguendo le zone collinari dell'Umbria, continua verso Orvieto, che oltrepassa dopo aver costeggiato la parte più antica della città.
Superato il valico di Monte Nibbio entra nella zona dell'Alto Orvietano, attraversa il comune di Ficulle, quello di Fabro e risale per la sua interezza le frazioni e l'antico capoluogo di Monteleone d'Orvieto posto in collina; da tale abitato, l'ultimo a nord della Provincia di Terni, entra nella Provincia di Perugia ed incontra su un'altura Città della Pieve. Abbandonata l'antica "Castel della Pieve", che aggira da ovest a nord, scende verso il lago Trasimeno, lo costeggia lungo la riva ovest ed attraversa Castiglione del Lago.
Uscita dall'Umbria la SS 71 entra in Toscana e si dirige verso Arezzo percorrendo la Valdichiana e toccando alcuni dei comuni più importanti, fra i quali Cortona e Castiglion Fiorentino. Dopo Arezzo, la strada entra in Casentino, che percorre per intero verso l'Appennino tosco-romagnolo e la provincia di Forlì.
Varcato l'Appennino sul Passo dei Mandrioli, la statale scende in Romagna giungendo nel fondovalle del fiume Savio e attraversando Bagno di Romagna. Il percorso diviene pianeggiante e tale rimane fino a Cesena e poi Ravenna, dove si innesta nella strada statale 16 Adriatica. Nonostante mantenga ancora la numerazione 71, la proprietà amministrativa della strada è stata trasferita alle regioni Lazio e Toscana e parzialmente alla regione Emilia-Romagna.
Nei tratti compresi tra Orvieto e Città della Pieve, nonché in corrispondenza del Passo dei Mandrioli (tratto da Bibbiena a Bagno di Romagna), è particolarmente apprezzata dai mototuristi, in virtù delle innumerevoli curve e dei paesaggi spettacolari che attraversa.

## Galleria d'immagini

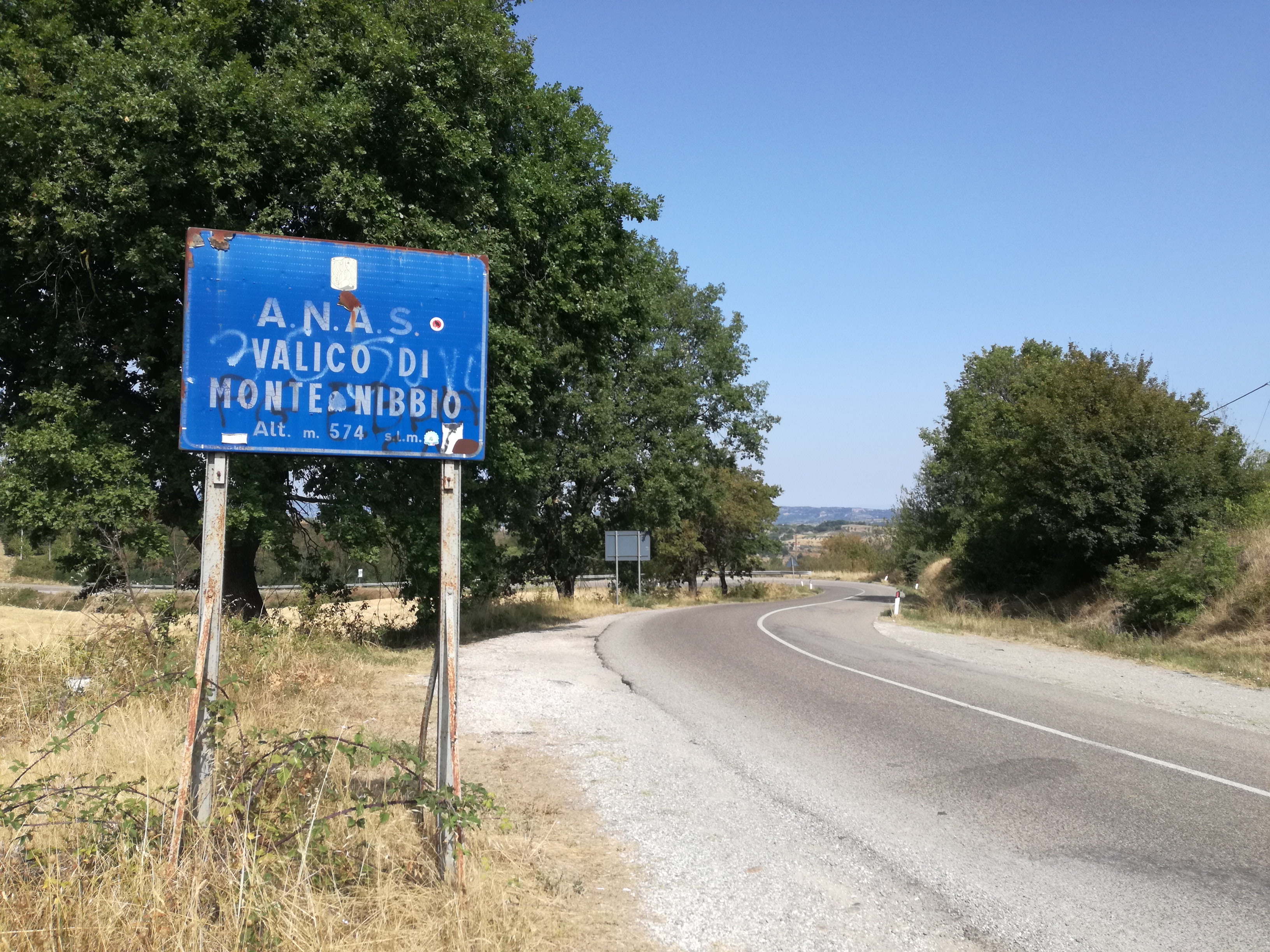
Valico di Monte Nibbio

## Strada statale 71 bis Umbro Casentinese Romagnola
La ex strada statale 71 bis Umbro Casentinese Romagnola (SS 71 bis), è una strada italiana ora di competenza comunale e provinciale che assume la denominazione di strada provinciale 7 Cervese (SP 7) nella provincia di Forlì-Cesena e di strada provinciale 71 bis ex SS Di Cervia (SP 71bis) nella provincia di Ravenna. Ha inizio a Cesena, dalla strada statale 9 Via Emilia, ed è uno dei principali collegamenti con la costa romagnola. Dopo Cesena interseca l'autostrada A14 e attraversata la località di Villa Calabra, in corrispondenza del ponte sul C.E.R., passa di competenza da comunale a provinciale. Attraversa quindi le frazioni Calabrina e Pioppa e prosegue nel comune di Cervia dove, attraversata Montaletto, si innesta sulla strada statale 16 Adriatica denominata in questo punto via Romea Sud, precisamente nei pressi della località balneare di Pinarella.

### Storia
La strada statale 71 bis venne istituita nel 1961 con il seguente percorso: "Cesena - innesto al km 176+485 della S.S. n. 16 «Adriatica» presso Cervia".
In seguito al decreto legislativo n. 112 del 1998, dal 2001, la gestione è passata dall'ANAS alla provincia di Forlì-Cesena e alla provincia di Ravenna. La parte di competenza della provincia di Forlì-Cesena vede la realizzazione, in questi anni, di una variante al tracciato originario al fine di veicolare il traffico di attraversamento fuori dal centro abitato di Pioppa.
Il tratto compreso nel comune di Cesena è denominato via Cervese (via del Sale, la variante di Pioppa), quello nel comune di Cervia è denominato via Bollana.